# Росен Генков
 Росен Генков е български музикант, виртуозен изпълнител на гъдулка.
Роден е в София през 1961 г. Завършва НУФИ „Широка лъка“, специалност „Гъдулка“.
Работил е като оркестрант в Ансамбъл „Пирин“, НФА „Филип Кутев“, Ансамбъла на Българската армия и в множество малки формации, оркестри и групи. От 1990 г. работи в Оркестъра за народна музика на БНР.